# Santa Marinella (singolo)
Santa Marinella è un singolo del cantautore italiano Fulminacci, pubblicato il 4 marzo 2021 come terzo estratto dal secondo album in studio Tante care cose.
Il brano è stato eseguito per la prima volta durante la seconda serata del Festival di Sanremo 2021, e si è classificato in sedicesima posizione al termine della competizione.

## Video musicale
Il videoclip del brano, scritto e diretto da Danilo Bubani, è stato pubblicato l'11 marzo 2021 attraverso il canale YouTube di Maciste Dischi.

## Tracce
1. Santa Marinella – 3:41 (Filippo Uttinacci)

## Classifiche
| Classifica (2021) | Posizione massima |
| ----------------- | ----------------- |
| Italia            | 19                |

## Riconoscimenti
- 2022 – Videoclip Italia Awards[6]
  - Migliore art direction
  - Candidatura al miglior videoclip low budget